# D″-Schicht
Die D″-Schicht (sprich: „D-zwei-Strich-Schicht“) bildet den untersten Teil des unteren Erdmantels; sie stellt damit die Übergangszone zwischen diesem und dem (äußeren) Erdkern dar.

## Beschaffenheit
Nach heutigem Kenntnisstand beträgt die Mächtigkeit dieser Schicht etwa 200 bis 300 km und weist starke Schwankungen auf, wie mit seismologischen Verfahren untersucht wurde. Während der untere Mantel nach verbreiteten Modellvorstellungen weitgehend homogen ist, zeigt die D″-Schicht starke Heterogenitäten. Diese als large low-velocity provinces (LLVP) bezeichneten Heterogenitäten bestehen aus Material, das eine geringere Dichte als das darunterliegende Kernmaterial aber eine höhere Dichte als das darüberliegende Mantelmaterial hat. In Analogie zum Verhalten der Kontinente gegenüber dem oberen Erdmantel werden diese Bereiche deshalb auch C-Kontinente genannt. Sie wandern im Laufe der Zeit und haben Einfluss auf die Mantelkonvektion und die Bildung von Hotspots. Der physikalische und mineralogische Charakter der D″-Schicht ist bislang weitgehend unverstanden, jedoch gibt es verschiedene Hypothesen, die sich teilweise ergänzen:
- Eine Möglichkeit besteht darin, dass dort metallische und nichtmetallische Silikate existieren, die aus Reaktionen des Eisens aus dem flüssigen Kern mit dem Perowskit des unteren Mantels hervorgehen.[5]
- Eine weitere Hypothese besagt, dass an dieser Grenzschicht die Reste subduzierter Lithosphärenplatten aufgestaut und angelagert werden.[6]
- Im Jahr 2004 wurde eine Phasentransformation des Minerals Perowskit in eine Modifikation mit CaIrO3-Struktur entdeckt. Diese wird seitdem als Post-Perowskit bezeichnet. Die Transformation findet bei Manteltemperaturen ab einem Druck von ca. 120 GPa statt, was recht gut der Tiefenlage der D"-Schicht entspricht und daher zur Erklärung komplexer Geschwindigkeitsstrukturen an der Kern-Mantel-Grenze in Betracht gezogen wird.[7]

Die D″-Schicht ist charakterisiert durch eine Abnahme der seismischen Geschwindigkeiten, die auf eine exponentielle Abnahme der Temperatur nach außen hin hinweist. Man bezeichnet die D″-Schicht daher auch als thermische Grenzschicht. Eine solche thermische Grenzschicht ist Voraussetzung für die Entstehung von Instabilitäten, aus denen Aufströmungen heißen Materials hervorgehen können, den sogenannten Mantelplumes.

## Namensgebung
Die Bezeichnung D″-Schicht geht auf eine frühere Nomenklatur des Erdaufbaus nach Keith Edward Bullen zurück, welche die ersten Buchstaben des Alphabets für die Erdschichten verwendete. Danach bezeichnete der Buchstabe D den gesamten unteren Erdmantel. Nach der Entdeckung der Übergangszone wurde diese Schicht unterteilt in D′ und D″.